# Александровка (Темниковский район)
Александровка — поселок в составе  Старогородского сельского поселения Темниковского района Республики Мордовия.

## География
Находится на расстоянии  менее 3 километров на запад от районного центра города Темников.

## Население
Постоянное население составляло 29 человек (мордва 86%) в 2002 году, 30 в 2010 году .